# پوجو براچیولینی
جان فرانسیسکو پوجو براچیولینی (۱۱ فوریه ۱۳۸۰ – ۳۰ اکتبر ۱۴۵۹) که با نام خلاصهٔ پوجو براچیولینی شناخته می‌شود، پژوهشگر ایتالیایی و از نخستین خیل انسان‌شناسان دورهٔ رونسانس بود. او برای احیا و کشف بسیاری از آثار کلاسیک خطی زبان لاتین و بازشناسایی کتاب‌هایی که در کتابخانه‌های آلمان، سوییس و فرانسه در حال پوسیدگی و از بین رفتن بود، شناخته می‌شود. تحسین‌برانگیزترین نسخه‌های خطی‌ای که توسط او کشف و معرفی شدند، De rerum natura اثر لوکرتیوس، De architectura اثر ویتروویوس، چند خطابهٔ گمشدهٔ سیسرون من‌جمله Pro Sexto Roscio, Institutio Oratoria اثر کوئنتیلی، Silvae استاتیوس، Punica اثر سیلیوس ایتالیوس و غیره بوده‌اند.